# Motorring 4
Der Motorring 4 ist eine Autobahn im Westen Kopenhagens. Sie bildet einen Entlastung der Innenstadt und eine weitläufigere Umfahrung Kopenhagens, als zum Beispiel der Motorring 3. Durch diese Funktion ist sie viel genutzt und wird von bis zu 65.000 Fahrzeugen benutzt. Sie ist Teil der M4, M6 und M11.

## Ausbauzustand
Es wird geplant die Autobahn komplett dreistreifig auszubauen, derzeit ist nur ein kleines Stück in Bau.

## Geschichte
Die Autobahn wurde in fünf Etappen im Zeitraum von 1974 bis 1977 überwiegend zweistreifig errichtet.